# NFC-WI
NFC-WI是一种有信号入（signal-in）与信号出（signal-out）两条线的近場通訊（NFC）有线接口。它也称为S2C（SignalIn/SignalOut Connection）接口。2006年，ECMA标准化NFC有线接口规范为ECMA-373 (ECMA,2006)。
它具有三种运作模式：关闭、有线与虚拟。在关闭模式下，没有与SE（安全芯片）的通信。在有线模式下，SE对内部的NFC控制器可见。在虚拟模式下，SE对外部的RF读取器可见。这些模式的状态为互斥。